# Stige högt mot himlen
Stige högt mot himlen är en sång med text av August Storm som sjungs till en melodi komponerad före 1883 av Fredrik August Reissiger.

## Publicerad i
- Frälsningsarméns sångbok 1929 som nr 348 under rubriken "Jubel, erfarenhet och vittnesbörd".
- Musik till Frälsningsarméns sångbok 1930 som nr 348
- Frälsningsarméns sångbok 1968 som nr 344 under rubriken "Det Kristna Livet - Jubel och tacksägelse".
- Frälsningsarméns sångbok 1990 som nr 519 under rubriken "Lovsång, tillbedjan och tacksägelse".